# Casane astigiane
(Carlo Vassallo)

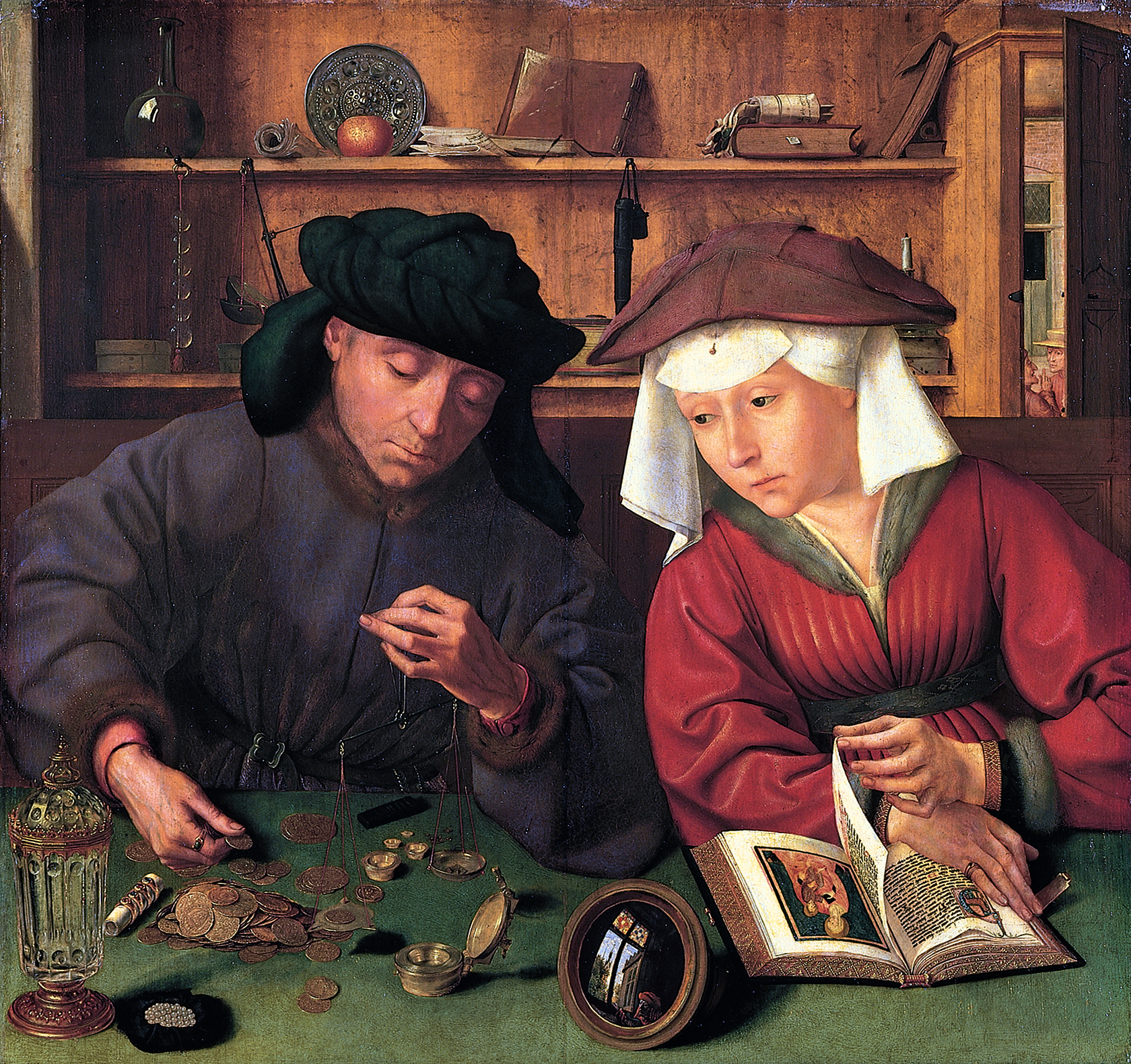
Q.Matsys - Il banchiere e sua moglie (1514) - Museo del Louvre

Le casane astigiane erano banchi che svolgevano ad Asti, in epoca medioevale, attività di cambia-valuta e di prestito su pegno.
Anna Maria Patrone, nel suo studio sulle Casane astigiane in Savoia, azzarda la possibilità che il termine possa derivare dal turco Hazna, che in antico indicava il luogo del tesoro pubblico. Le antiche casane erano attive anche nella medioevale Repubblica di Genova.
Con ogni probabilità il termine deriva probabilmente dal sostantivo casa, modificato probabilmente in senso dispregiativo, poiché nel Medioevo ogni attività bancaria era considerata speculativa, e quindi infame o in ogni caso poco degna.

## L'inizio del commercio
- 1261 - Primi scontri tra Robaldo Catena e Bonifacio Solaro. In seguito i Guttuari organizzeranno la Società di Becchincinere, sorta a reprimere il partito Guelfo
- 1302 - Guglielmo Turco assassina Manuello Solaro, scoppia la guerra civile
- 1303 - Il partito Ghibellino apre le porte al Marchese del Monferrato, di Saluzzo e di Incisa, fuga dei Solaro e dei loro alleati
- 3 maggio 1304 - I Solaro, con l'aiuto di Alba e Chieri, organizzarono un esercito con più di 200 cavalieri e 5000 pedoni, che si scontrò nella zona ovest della città. Sconfitta dei Ghibellini con distruzione delle loro abitazioni
- 1304 - 1307 - Gli scontri si diffondono anche sul territorio, coinvolgendo anche i possedimenti degli alleati Saluzzo, Savoia e Monferrato
- 1308 - Pace tra Teodoro I del Monferrato e Filippo di Acaja, per mediazione di Carlo II d'Angiò. Le fazioni astigiane continuano da sole la guerra
- 1309 - Sconfitta dei Solaro a Quattordio, viene stipulata la pace e rientro in città della fazione guelfa
- 1310 - I Guttuari accusati di tramare contro il comune vengono allontanati. Si rifugiano a Masio, rientrarono in città appoggiati da Arrigo VII, che espropriò i castelli dei guelfi e li cedette ai signori ghibellini di Busca e Incisa. Cominciò un duro periodo di oppressione e vessazione per i Solari, che videro i propri capi imprigionati o esiliati
- 1311 - Riprendono gli scontri tra le fazioni, i Solari si affidano nuovamente alla protezione di Roberto D'Angiò.
- 1314 - Esilio della fazione dei De Castello e dei loro discendenti; fine della libertà comunale, comincia il periodo angioino
- 1314-1332 - Proseguono gli scontri tra le due fazioni, i Guttuari sono spalleggiati da Amedeo V di Savoia
- 1332 - Nuova tregua con conciliazione delle fazioni
- 1334 - Violazione della tregua, i Guttuari abbandonano la città
- 1339 - I De Castello con l'aiuto di Giovanni II Paleologo Marchese del Monferrato, penetrano in città e cacciano i Solaro (la cui dominazione era durata 35 anni)
- 1342 - I Guttuari, per timore della sempre più minacciosa pressione dei Solaro, chiedono la protezione di Luchino Visconti e gli affidano la reggenza della città, con bando perpetuo dei Solaro. Inizia il periodo Visconteo
- 1349 - Morte di Luchino Visconti, rientro in città delle famiglie Guelfe
- 1356 - Iniziano le lotte tra i Visconti e i Monferrini per la supremazia del territorio, Asti fa atto di sudditanza verso Giovanni II
- 1372 - Galeazzo Visconti assedia la città difesa da Ottone di Brunswich. La città è liberata da Amedeo VI detto il Conte Verde
- 1377 - Pace fatta tra i Visconti e Secondotto di Monferrato, che sposa la figlia di Galeazzo II, Violante
- 1379 - Muore Galeazzo Visconti. La città fa voto di sottomissione al figlio Gian Galeazzo Visconti, che la dà in dote alla figlia Valentina

In quanto situata al centro delle principali vie di comunicazione fra Genova ed i mercati settentrionali d'oltralpe, Asti sviluppò subito la vocazione commerciale, e di conseguenza la figura dell'intermediario di commercio tra i suoi abitanti. Ma soffrì, nei primi decenni del XII secolo, le conseguenze della pesante e progressiva svalutazione della moneta del Regno italico, battuta dalla zecca di Pavia e comunemente usata.
Per avere uno strumento di scambio più stabile, chiese ed ottenne dall'imperatore Corrado II il diritto di battere una propria moneta. Questo avviene nel 1141, seguendo la concessione fatta nella Repubblica di Genova nel 1138.
Nel 1143, compare già in un documento per un pagamento effettuato, la descrizione di denari buoni di moneta astese, segno che la Zecca di Asti cominciò subito a funzionare.

## La nascita dei banchi
Il commercio si sviluppò in breve tempo, favorito anche da alcuni contratti degli Astigiani con il duca Ugo di Borgogna, per poter avere libero accesso sulla strada di Chalon-sur-Saône, fino a Digione e da lì alle famose sei fiere di Champagne.
I Lombardi (così erano definiti anche i mercanti astigiani), tra il XII secolo ed il XIII secolo, conclusero più di venti contratti di investimento e finanziamento relativi a tutte e sei le fiere. Infatti, gli astigiani si resero presto conto che la vera attività redditizia era quella del prestito di denaro su pegno, vista la scarsità di argento in tutta Europa.
Ma, per poter compiere questa attività e aggirare l'appellativo di usurai, cercarono un'investitura istituzionale. Questo avvenne grazie al privilegio accordato nel 1225 dal re Luigi VIII di Francia.
Nella Cronaca di Ogerio Alfieri si legge che a partire dal 1226, gli astigiani cominciarono a prestare tenendo 'casane' in Francia e nelle regioni d'oltremare.
La clientela appariva molto variegata, dallo stesso re, al nobile, al borghese, fino al contadino.
Nel Trecento i tassi praticati dai Lombardi si assestarono intorno al 43%, ed i guadagni ingentissimi, nonostante sempre il rischio dell'accusa canonica di usura, provocarono uno sviluppo economico notevole sulla città di Asti.
I profitti vennero investiti in beni fondiari, per la disponibilità di terre e castelli lasciati vacanti dall'antica nobiltà esautorata dal potere comunale, e successivamente vennero utilizzati per l'acquisto dei diritti signorili.

## I conflitti
(Alfredo Bianco)
Ben presto le grandi famiglie mercatali astigiane cominciarono ad investire anche all'estero, creando inevitabilmente un conflitto d'interesse tra il comune, di cui facevano parte nei quadri dirigenziali, e le terre di cui erano i proprietari.
Il fenomeno assunse proporzioni vistose alla fine del Duecento, accompagnandosi allo scatenamento di conflitti tra il partito guelfo e quello ghibellino. Questo gettò la città in un clima di perenne guerriglia, con notevoli danni per l'economia astigiana.
Le insanabili divisioni tra guelfi e ghibellini astigiani, costringeranno infine il Comune a chiedere aiuto ed intervento ai Signori stranieri. Solamente alla fine del Quattrocento le lotte intestine tra le famiglie si esaurirono, ma ormai la città aveva perso la propria libertà e la sua floridezza economica.
Sicuramente, nel periodo di massima espansione politico-economica della città, il non essere riusciti a produrre una classe dirigente locale, illuminata e lungimirante, che sarebbe potuta sfociare in una Signoria locale (come gli Sforza per Milano, i Medici a Firenze o gli Scaligeri a Verona) è stato notevolmente penalizzante nel prosieguo delle vicende storiche della città, e probabilmente nel destino storico-politico del Piemonte, permettendo a Torino, e di conseguenza ai Savoia di diventare il polo politico-economico più influente dal Cinquecento in poi.

## Famiglie guelfe

### I Solaro

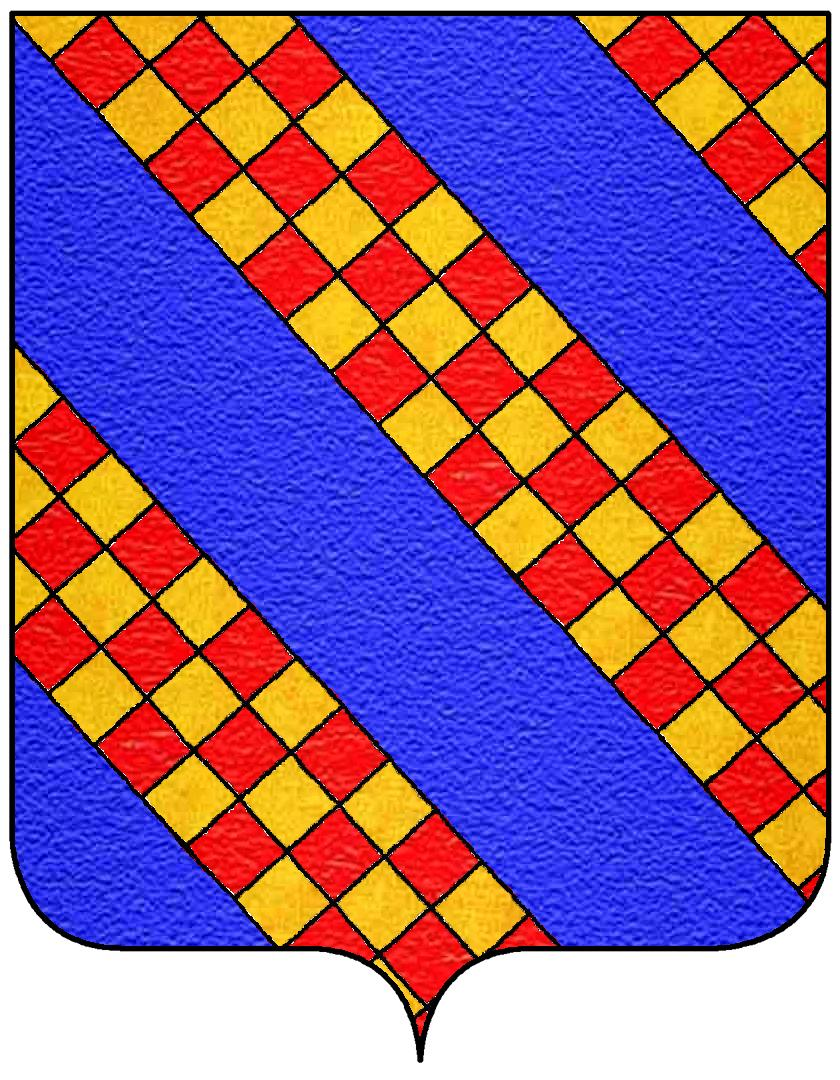
Stemma dei Solaro

Era la famiglia astigiana guelfa più potente e senza dubbio la più importante.
Nel periodo di massimo splendore, erano proprietari di 24 castelli nel solo territorio comunale.
I Solaro/Solari erano presenti a Genova già nel XII secolo, con beni ed immobili a Sestri Levante.
Le attività commerciali erano principalmente tra le fiere di Provins, Troyes, nella Francia del Nord e nelle Fiandre. Nel Trecento il grosso dell'attività si concentra in Borgogna e Franca Contea.
Tra i loro clienti i Savoia, specialmente all'inizio del Trecento, e Leonardo Solaro ebbe il monopolio della casana di Torino per concessione degli Acaja.
Le loro case più antiche erano nella zona denominata Caneto dei Solaro, area delimitata a sud dall'attuale corso Alfieri, a Nord da via Carducci fino in Piazza Medici. Il nome Caneto, deriverebbe in antichità, forse da una zona incolta, bonificata e poi urbanizzata dai Solari.
Dice il Bera, che questa era una contrada fortificata, delimitata ai suoi confini dalle facciate delle abitazioni e da cortine in muratura che le collegavano tra loro. Nel 1303, la vittoria dei ghibellini porterà alla completa distruzione del Caneto, ma un anno dopo, riuscendo a ribaltare la situazione, i  de Solari rientrarono in città e ricostruirono le case compresa la torre (oggi ancora presente, seppur abbassata), che ancora nel settecento, secondo l'Incisa, era la più formidabile della città.
Le altre abitazioni prospicienti il Caneto sorgevano tra il Rione San Secondo e Rione San Silvestro, ed un buon numero di abitazioni erano nei pressi della Chiesa di San Martino.
Nel 1276, il loro intervento fu decisivo per concludere la pace tra Asti e Carlo D'Angiò. Nel 1296 Sinibaldo Solaro fu nominato podestà di Alba. Negli stessi anni, altri membri della famiglia, ricoprirono cariche di potere a Mondovì, Chieri, Fossano e Bra.
Grazie ad un accordo con la Società del Popolo, seppero mantenere il dominio sulla città per tutto il Periodo Angioino. Bonifacio Solaro, fu più volte credendario, sapiente, ambasciatore, sindaco del comune di Asti. Fu egli il fautore degli scontri con la fazione ghibellina dei De Castello.
Per la sua dedizione a Roberto D'Angiò, divenne luogotenente del vicario regio di Asti (1317).
Dopo il rientro dei ghibellini, coinciso con la signoria viscontea, l'influenza politica dei Solaro/Solari sulla città diminuì drasticamente, spostando il loro raggio di azione sulle proprietà del contado.

### I Falletti

Stemma dei Falletti

I Falletti sono una famiglia attivissima in campo finanziario e mercantile già dal 1110; in campo finanziario si concentrano nelle attività di intermediazione e prestito su pegno.
Presenti in maniera cospicua ad Asti, specifica tra via “al Teatro”, via Palazzo di Città e Corso Alfieri, nel Rione San Secondo, e ad Alba (benché risulti difficile capire in quale delle due città la famiglia sia effettivamente nata), la loro attività li porta a costruire una grande rete di contatti che tocca le città del Piemonte (dove intrattengono rapporti con altre famiglie, come i Troja), Genova, Tunisi, le fiere della Champagne e Avignone.
Tramite l’attività di prestito riescono ad acquisire i loro primi castelli, ottenuti quali pegno a garanzia dei i prestiti elargiti alla dinastia angioina. La successiva espansione territoriale della famiglia si concentra lungo due direttrici specifiche: le colline intorno alla città di Alba e nella pianura tra Saluzzo e Savigliano.
Nella prima area, agli inizi del Trecento, i Falletti ottengono il castello di Barolo, in seguito a una disputa con il casato Saluzzo. Proseguono poi con una campagna di acquisizioni feudali (sia tramite acquisti che donazioni) che li porta a divenire signori (o comunque detentori di diritti giurisdizionali) di varie località come i borghi di Pocapaglia, Malvicino, Castiglione Falletto o Serralunga (oggi Serralunga d’Alba).
Nella pianura tra Saluzzo e Savigliano il dominio del casato fu invece altalenante, vedendo acquisizioni e cessioni in egual misura; per esempio, nel 1235 la famiglia Falletti ottengono dai principi di Savoia-Acaia il castello di Villanova (oggi Villanova Solaro), che cedono nel 1422 all’omonima famiglia, oppure il castello di Racconigi, ottenuto come pegno dai Saluzzo intorno al 1370, ma poi ripreso dai Savoia-Acaia nel 1404. Nel corso del Quattrocento la sempre più netta affermazione di questa dinastia marginalizza il ruolo politico della famiglia Falletti.
Durante il XV secolo, Il numero di centri controllati supera le cinquanta unità, all’interno delle quali la famiglia gode di tutti i diritti giurisdizionali e dei beni fondiari presenti. È ipotizzabile che il casato, almeno in un primo momento, si impegna per la creazione di una base di consenso tra i rustici, come suggerito da una vertenza con la comunità di Villafalletto del 1335. La vertenza, riguardante la ripartizione di una tassa sui traffici commerciali fu risolta con la divisione a metà dei proventi.
A partire dal XV secolo, questo tipo di amministrazione cede il passo ad una più severa, complice anche il cambio di rotta economico della famiglia, che abbandona l’attività finanziaria e mercantile per concentrarsi sulla produzione agricola.

### I Ramelli di Celle
I Ramelli sono una famiglia oriunda da Moncalieri passata in Asti. Le prime tracce dei Ramelli si ritrovano nel 906 con la coinfeudazione assieme ai Ricci della signoria di Cellarengo a seguito della rinuncia dei Garretti (cartarii del 906-7 d'Asti, libro verde di Giuovanni d'Alessandria, diplomi di Ludovico II S.R.I). Tra l‘anno 1000 i Ramelli vengono insigniti di vari feudi tra cui Graglia, Olle (SV), Vaglierano e nel 1422 vengono investiti di Solbrito assieme ai Ricci di S. Paolo (Calendari dei Regi Stati, rogito del 1228 del notaio Pocapaglia). Sempre assieme alle famiglie Ricci, Mestiatis, Berlingeri e Malabayla i Ramelli vengono subinfeudati a Menabó, Corveglia, Dusino, Ferrere, San Michele d'Asti, Serralunga e Stoerda. (Sulle famiglie nobili della monarchia di Savoja). Infine nel 1688 i Ramelli vengono infeudati del contado di Celle conservato fino alla fine del 1700 con l'arrivo delle prime truppe napoleoniche.

### I Troja
Furono principalmente attivi in Germania e nel nord Europa con banchi a Metz e in Lorena (XIII secolo), Colonia, Bonn e Lucerna (XIV secolo). Nel 1387 furono anche presenti con un banco nella ricchissima Gand nelle Fiandre. In Italia furono principalmente attivi a Chieri.
Nella seconda metà del Trecento si installano nel palazzo di Piazza Medici, attiguo alla Torre dell'Orologio, palazzo che prima era stato la residenza del Podestà.
È probabile che le case dei Troja fossero attigue al Caneto dei Solari, con i quali del resto avevano una solida alleanza politica.

### I Malabaila

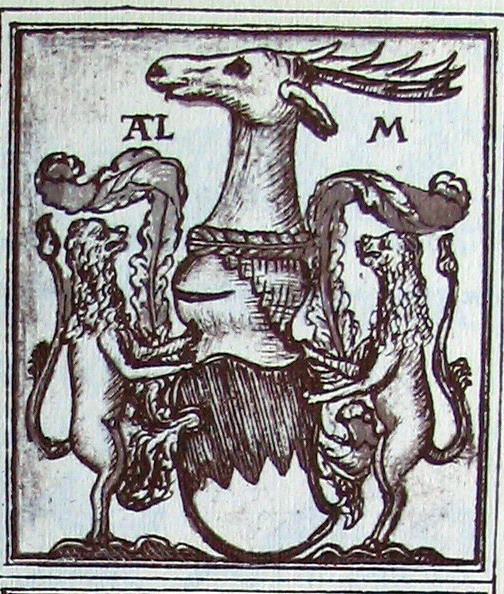
Stemma dei Malabaila

L'attività era principalmente in Savoia, spingendosi sino a Chalon-sur-Saône: i fratelli Giacomo, Antonio e Guidetto, del ramo di Castellinaldo, divennero nel 1342, banchieri Papali ad Avignone.
Probabilmente di provenienza da Revigliasco d'Asti, si sistemarono in contrada San Giuliano, nel Rione Cattedrale, al tal punto che nel 1388, la contrada è citata come de Malabailis. All'interno della contrada, i Malabaila realizzeranno il più bel palazzo rinascimentale della città. Sono Malabaila poi le linee di Antignano e di Cantarana e Valgorrera anch'essi, fin dal 1300, banchieri in Francia e precisamente a Bourg-en-Bresse.

### I Ricci di San Paolo
Titolo: conti di San Paolo, consignori di Solbrito e di Cellarengo, Menabò e Graglia.
Antica famiglia nobile della Bressa discendente forse dai Risse le cui prime tracce si ritrovano nel 906 con la coinfeudazione assieme ai Ramelli della signoria di Cellarengo a seguito della rinuncia dei Garetti o Garretti (cartarii del 906-7 d'Asti, libro verde di Giuovanni d'Alessandria, diplomi di Ludovico II S.R.I). Di questa famiglia si trovano indizi sparsi e poco chiari riferiti ad una impresa da loro avviata nel nord Europa. Nel 1422 vengono investiti del titolo comitale di Solbrito in condominio coi Ramelli e i Mestiatis. Da questi ultimi compreranno poi parte di Solbrito nel 1653. Tra il 1400 e il 1770 circa assieme alle famiglie Mestiatis, Berlingeri e Malabayla eRamelli vengono investiti della signoria su Menabò e Graglia.
Lo stemma della linea dei conti di San Paolo è D'argento, a tre ricci di castagna, fogliati di due pezzi, di verde mentre la linea di Solbrito e così rappresentata: D'argento, a tre ricci di castagna, fogliati di due pezzi, di verde, con il capo d'oro, carico di un'aquila di nero.

## Famiglie ghibelline

### I Guttuari

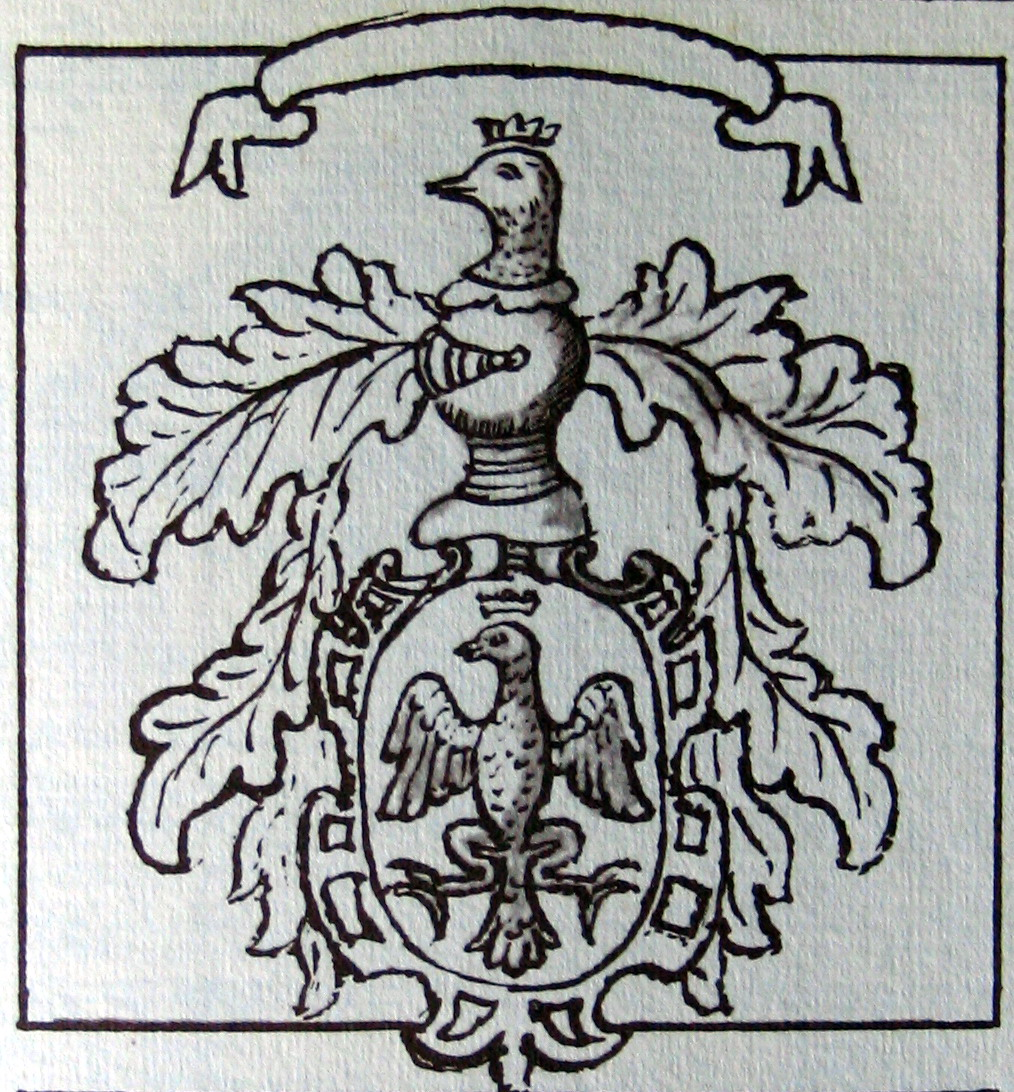
Stemma dei Guttuari

La potente famiglia, corrispettivo ghibellino dei Solaro, si affaccia sulla vita politica astigiana nel duecento, per avere nel 1270 con la figura di Emanuele Guttuari, la maggior influenza sul governo della città.
Già dal 1200 sono attivi come mercanti di stoffe a Genova, nel 1235 aprono un banco di pegno a Provins, poi a Besançon, Bruxelles e Berna. Stringono alleanze con il marchese del Monferrato e con le principali realtà ghibelline del patriziato subalpino.
Anche se probabilmente erano anticamente situate nel Rione San Silvestro, le abitazioni dei Guttuari si attestano principalmente sulla piazza del mercato del Santo (Rione San Secondo). La grande torre Guttuari, di cui oggi, secondo il Bera, rimane solamente il basamento inferiore, sopra le case di via Gobetti dominava con l'omonimo palazzo la piazza del mercato.
Con i Turco e gli Isnardi costituirà il potente consorzio dei De Castello.

### Gli Isnardi
Potentissima e ricchissima casana astigiana, aveva i principali commerci nella zona dello Champagne, ma la loro agiatezza, le permise di essere il banchiere di fiducia di moltissimi grandi personaggi medievali. Prestarono denaro, all'arcivescovo di Lione, ad Amedeo V di Savoia ed Ugo di Vienne.
L'ascesa politica avvenne con l'appoggio della Società del Popolo, di cui Giacomo Isnardi divenne rettore tra il 1271 ed il 1279.

### I Turco

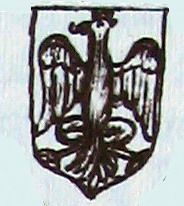
Stemma dei Turco

I Turco erano l'ala più modesta dei De Castello; non vi sono grandi personaggi di spicco nella loro famiglia, se non per la figura di Giovanni Turco, che nel 1278 compare come luogotenente al seguito del Podestà Mellano Solaro. Le loro attività casaniere si svilupparono principalmente sul mercato fiammingo, e su quello della Savoia, con prestiti ai Conti di Hainault e Namur. Ad un membro della famiglia Turco, esattamente Guglielmo, descritto come crudele e vendicativo, va imputata la causa della ripresa dei feroci scontri tra le opposte fazioni politiche in Asti. Uccise per strada Emanuele Solaro nel 1300.

### Gli Scarampi

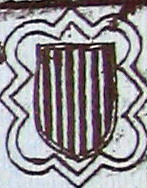
Stemma degli Scarampi

Da Genova, si svilupparono nelle fiere di Champagne, e quindi nel Trecento a Parigi, Meux ed Auxerre, fino a raggiungere i mercati belgi di Malines. Erano in società con gli Alfieri. Gli Scarampi avevano il castello di Masio Nel 1337, Antonio Scarampi, in cambio di 115.000 fiorini, diventava tenutario di Bubbio, Monastero Bormida, Roccaverano, Cortemilia, Perletto, Cairo, Altare ed altri luoghi delle Langhe.
Il più antico nucleo abitativo cittadino risale alla metà del Duecento ed è situato nelle immediate vicinanze della Cattedrale (Rione Cattedrale), queste case furono presto abbandonate per essere cedute ai Pelletta, spostandosi nella zona di Piazza Catena e Piazza delle Erbe (l'attuale piazza Statuto).

### Gli Alfieri

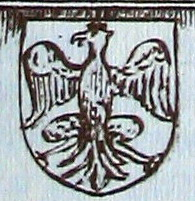
Stemma degli Alfieri

La loro attività commerciale si svolse principalmente in Savoia e a Friburgo, dal Trecento l'attività sembra concentrarsi nei Paesi Bassi (Bruxelles, Lovanio). Martino Alfieri fu nominato tesoriere del conte Amedeo V di Savoia, nel 1300.
Nel 1342 si parla in un documento di un'estesa contrada Alferiorum, situata tra Via Bruno e Via Balbo che ha come costruzione di maggior spicco il Palazzo dei Leoni, in seguito di proprietà dei Bolla. Alcuni paesi dell'astigiano mantengono ancora il suffisso Alfieri, sicuramente a testimonianza dell'antico dominio della famiglia, (Castell'Alfero, Magliano Alfieri, San Martino Alfieri).
Fin dal 1176, un Alfieri è stato sempre presente nella vita pubblica astigiana. Ricordiamo anche il cronista Ogerio Alfieri, credendario e sapiente della città nel 1274, il poeta Vittorio Alfieri e l'architetto di casa Savoia nel XVIII secolo, Benedetto Alfieri.
Ad Asti, la casa natale del poeta (Palazzo Alfieri) è la sede del Centro Nazionale Studi Alfieriani.

## Famiglie importanti non schierate

### I Roero

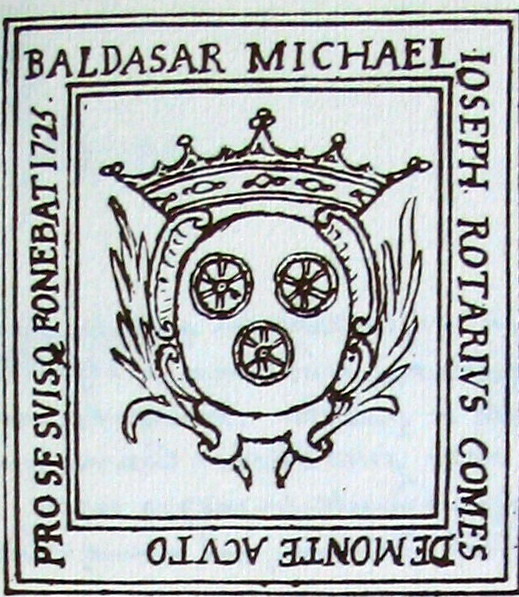
Stemma dei Roero

Seppero destreggiarsi tra le due fazioni traendone grandi profitti sia sotto l'aspetto economico, che politico. Ancora nel Cinquecento si contano più di venti linee parentali.

### I Pelletta
La famiglia fu in parte ghibellina e in parte guelfa. Furono rettori della Società di San Secondo nella figura di Girbaudo Pelletta nel 1279, con Manfredino nel 1281 e con Giorgio nel 1282. Grenone fu ambasciatore d'Asti presso Luchino Visconti nel 1342.

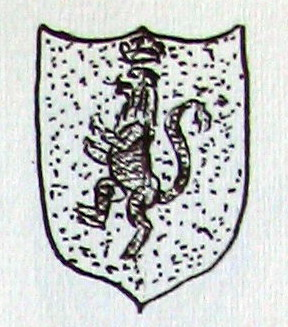
Stemma dei Pelletta

L'attività si spinse fino in Piccardia, per continuare in Savoia e nelle Fiandre. Le case dei Pelletta erano nel Rione Cattedrale; alla famiglia è attribuita la committenza del Portale sul lato meridionale della Cattedrale di Santa Maria Assunta.

### Gli Asinari

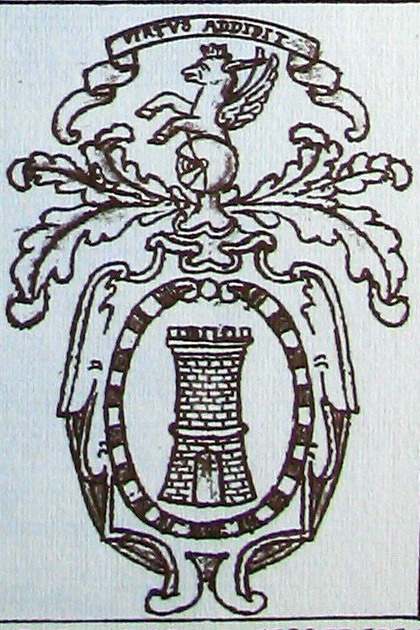
Stemma degli Asinari

Fu una delle famiglie più antiche, a prevalenza ghibellina. Già nel 1197 Ranzone Asinari è citato quale console di Asti. Raimondo Asinari fu Podestà di Chieri nel 1273, Folco lo fu a Mondovì (1284) e a Genova (1296).
Tolomeo Asinari, coinvolto nelle lotte civili, venne esiliato con la famiglia e si dedicò al commento del De consolatione philosophie manoscritto nel 1309 e miniato da Filippo di Altavilla (è conservato a Vienna).
Seppero creare una fitta rete di banchi e commerci in tutta Europa, dalle Fiandre alla Germania (Siegburg, Oberswesel, St. Goar), alla Svizzera, alla Borgogna, con interessi sulle raffinerie di sale di Salins. I prestiti all'arcivescovo di Colonia, portarono benefici sui mercati di Colonia, Bonn, Adernach.

### I Lucii
I Lucii furono un'antica famiglia astigiana che secondo la tradizione trassero l'origine dall'antica Roma. Secondo quanto riporta il notaio Giacomo Borcanino non si stabilirono ad Asti quando divenne colonia romana, ma quando vi passò Giulio Cesare con le sue truppe. La famiglia Lucii fiorì ad Asti fino a tutto il XIII secolo, allorquando Cesare de' Lucii, unico membro maschile rimasto della famiglia seguì in oriente il crocesegnato Ludovico di Savoia durante le crociate.

### I Natta
La famiglia Natta è una delle più importanti famiglie astigiane per il numero di soldati, letterati, religiosi e giuristi che ha prodotto nei secoli. In seguito al commercio ed all'attività feneratizia in tutta l'Europa occidentale, si arricchirono notevolmente, contribuendo di conseguenza all'espansione del comune astigiano nel periodo medievale.